# Gozd Kakamega
Gozd Kakamega je tropski deževni gozd v okrožju Kakamega in Nandi v Keniji, severozahodno od glavnega mesta Nairobi in blizu meje z Ugando. To je edini tropski deževni gozd v Keniji in naj bi bil zadnji kenijski ostanek starodavnega gvinejsko-kongovskega deževnega gozda, ki se je nekoč raztezal po celini.

## Geografija
Gozd leži na valovitem terenu, večinoma med 1500 in 1600 metri nadmorske višine. Je v povodju rek Isiukhu in Yala, ki tečeta skozi gozd, preden se izlijeta v Viktorijino jezero.
Gozd z rezervati obsega približno 238 kvadratnih kilometrov, od tega nekaj manj kot polovica trenutno ostaja avtohtoni gozd. Na severu gozda je 4468 hektarjev (45 km²) Nacionalni rezervat Kakamega, ki je leta 1985 dobil status narodnega gozdnega rezervata. Samo na severu je gozdni rezervat Kisere. Po celotnem gozdu je vrsta travnatih jas, z nekaj večjimi jasami. Izvor jas je negotov. Nekateri so zagotovo nedavno očiščene, druge pa so zgodnejše. Te lahko izvirajo iz preteklih človeških dejavnosti, kot je paša goveda ali pa so lahko posledica rastlinojedov in premikov velikih sesalcev, kot so bivoli in sloni (oba sta zdaj iztrebljena iz regije). Jase se zelo razlikujejo po strukturi, nekatere so odprte trave, druge pa imajo precejšnje število dreves ali grmovnic. Skozi rezervat tečejo številni večji in manjši potoki. Večji potoki so običajno obrobljeni z nekaj do deset metrov gozda na obeh straneh, ki ločuje jase, medtem ko najmanjši potoki tečejo po odprtih traviščih, pogosto tvorijo majhne močvirne zaplate.

## Podnebje
Gozd Kakamega je zelo moker, s povprečno 1200 mm do 1700 mm dežja na leto. Največ padavin je aprila in maja ("dolgo deževje"), z nekoliko bolj suhim junijem in drugim vrhom približno od avgusta do septembra ("kratko deževje"). Januar in februar sta najbolj suha meseca. Temperatura je dokaj konstantna skozi vse leto in se giblje med 20C - 30C.

## Biodiverziteta
Gozd leži v ekoregiji gozdna savana Viktorijine kotline. Gozdna flora in favna vključuje številne vrste, povezane z vlažnimi gozdovi gvinejsko-kongovske regije, ki ležijo bolj zahodno v porečju reke Kongo.
Rastlinstvo, ki ga najdemo v parku, vključuje nekaj največjih afriških trdo in mehko lesnih gozdov: tikovina Elgon (Olea welwitschii), afriški pigej (Prunus africana), beli smrdljivi les (Celtis africana), več sort crotona in Pouteria altissima. Obstaja 380 zabeleženih vrst rastlin. To je 60 vrst praproti, 150 vrst dreves in grmovnic ter 170 vrst cvetočih rastlin, vključno s 60 vrstami orhidej, 9 vrst pa najdemo samo v tem gozdu.
Gozd je znan po pticah, v gozdu je bilo zabeleženih 367 vrst ptic , kot sta zahodnoafriški veliki modri turaco (Corythaeola cristata) in črno-beli kljunorožec Bycanistes subcylindricus. Vsaj 9 ptic ne najdemo nikjer drugje.
Sesalci, ki se pojavljajo v parku, so prašič Potamochoerus larvatus, antilopa hulež (Cephalophinae), antilopa Tragelaphus scriptus, afriška vidra brez krempljev (Aonyx capensis), mungi, velika afriška vidra rovka (Potamogale velox), veverice, drevesni pasavec (Phataginus tricuspis), ježevec, netopirji in različni primati, vključno  diademska zamorska mačka (Cercopithecus mitis), črnolična belonosa zamorska mačka (cercopithecus ascanius), De Brazzova zamorska mačka (cercopithecus neglectus), pavijani, potto in zamorska mačka (Chlorocebus pygerythrus). Občasno so poročali o leopardih, zadnje uradno videnje je bilo leta 1991.
Žuželk je veliko in nekatere so precej spektakularne, kot so hrošči Goliathus, orhidejna bogomolka (Hymenopus coronatus) in zelena bogomolka ter številni pisani metulji (489 vrst). Posebno dobro zastopane skupine so mravlje (Formicidae), Lepidopterans, Orthopterans in hrošči. Pogosti so tudi polži, stonoge in pajki. V gozdu Kakamega najdemo tudi dvoživke in plazilce.
Flora in favna gozda Kakamega nista bila obsežno raziskana.

## Okoljska vprašanja
Mnogi lokalni prebivalci se zanašajo na gozd za dobavo pomembnih virov, kot so drva, gradbeni drogovi in tradicionalna zdravila. Na nekaterih jasah se pase govedo. Regija naj bi bila eno najbolj gosto poseljenih podeželskih območij na svetu, pritisk na gozdne vire pa je precejšen. Projekt BIOTA East, ki ga financira Nemčija, je deloval v gozdu od leta 2001 do 2010, pri čemer je ustvaril gozdne inventarje za številne življenjske oblike in si prizadeval najti strategije za trajnostno rabo gozda.

## Turizem
Južni del gozda Kakamega, gozdna postaja Isecheno, ki jo vodi Kenijska gozdarska služba, je najbolj dostopna turistom. Tam je dobro znano drevo Mama Mtere, zgodovinsko drevo in najbolj fotografirano drevo v gozdu Kakamega, tu so tudi smokve.
V gozdu so pohodniške poti, ki omogočajo hojo po gozdu, kampiranje, opazovanje primatov, opazovanje ptic in metuljev, opazovanje divjadi in vaške sprehode. Turistični vodniki po deževnem gozdu Kakamega lahko organizirajo izlete za obisk jokajočega kamna (Crying stone) v Ilesiju, ki je ob cesti Kakamega-Kisumu ali gozda Kisere, da si ogleda opico De-brazes na severu Kakamege. Tudi opazovanje ptic, zjutraj 6:30 – 8:30 je fantastičen sprehod ali zvečer 16:30 – 18:30.
Gozdni ogledi so privabili ugledne osebnosti, vključno z odhajajočim veleposlanikom ZDA v Keniji Robertom Godcem, ki ga je obiskal aprila 2018 in se navdušil nad njegovo lepoto.